# 1854

## Esdeveniments
Països Catalans
- 23 de juny: Primer concert de l'Orfeó Barcelonès, primer orfeó de l'Estat espanyol. Té lloc al Teatre Odeon de Barcelona.[1]
- 14 de juliol: Conflicte de les selfactines, Barcelona.

Resta del món
- 7 de gener: Insurrecció liberal en Arequipa (Perú) contra el govern de Echenique. S'inicia la Guerra Civil.
- 13 de gener: Anthony Foss obté la patent per a l'acordió.
- 23 de febrer: Se signa el Tractat de Bloemfontein, pel qual s'aprova la independència de l'estat sud-africà d'Orange.
- 1 de març: Es redacta el Pla de Ayutla en Mèxic, que critica el conservadorisme del president Santa Anna i demana la creació d'un Congrés Constituent que redefineixi la vida nacional. Aquesta declaració conduirà a un pronunciament i a la creació d'un Govern provisional.
- 20 de març: Fundació del Partit Republicà dels Estats Units.
- 24 de març: Abolició de l'esclavitud a Veneçuela.
- 31 de març: Es signa el tractat de Kanagawa.
- 2 d'abril: Comença a publicar-se en París "Le Figaro", primer com a setmanari i des de 1866 com a diari.
- 4 d'abril: Noces, en Viena, de l'emperador Francesc Josep I d'Àustria d'Àustria amb l'emperadriu Sissi.
- 25 d'octubre: Batalla de Balaclava.
- Antonio Meucci inventa el telèfon.

## Naixements
Països Catalans
- 7 de gener, Barcelona: Remei Morlius i Balanzó, poetessa, educadora i escriptora barcelonina
- 6 de març, Castelló d'Empúries: Pilar Nouvilas i Garrigolas, pintora catalana (m. 1938).[2]
- 10 de març, Pollença, Mallorca: Miquel Costa i Llobera, poeta mallorquí (m. 1922).[3]
- 17 de març, València: Josep Rodrigo Pertegàs, metge i historiador valencià (m. 1930).
- 18 de març, Borriana, Plana Baixa: Joaquín Peris Fuentes, intel·lectual i historiador valencià, fou alcalde de Borriana (1899-1901), mandat en el qual se li atorga el títol de ciutat al municipi (m. 1939).
- 29 de març, Sant Feliu de Codines, Província de Barcelona: Nicolau Usart i Furriol, industrial i inventor vallesà.
- 3 de maig, Palma, Mallorca: Joan Alcover, poeta mallorquí (m. 1926).[4]
- 15 de juliol, Sant Feliu de Codines: Sebastià Farnés i Badó, advocat, taquígraf, escriptor i folklorista català.
- 1 de setembre, València: Lluís Tramoyeres i Blasco, historiador de l'art valencià (m. 1920).[5]
- 20 d'octubre, Honfleur, França: Alphonse Allais, humorista i escriptor francès (m. 1905).
- 29 d'octubre, Barcelona: Apel·les Mestres i Oñós, artista polifacètic, dedicat al dibuix, poesia, autor de teatre, música, il·lustració gràfica, traducció, col·leccionista i amant de la jardineria.[6]
- 1 de setembre, València: Lluís Tramoyeres i Blasco, historiador de l'art valencià (m. 1920).
- 8 de desembre, Malgrat de Mar: Ramon Turró i Darder, fisiòleg i filòsof català (m. 1926).
- Sarrià (Barcelona): Salvador Escolá Arimany, pintor.

Resta del món
- 21 de febrer, Viena: Ernst von Hesse-Wartegg, escriptor austríac conegut pels seus llibres de viatges.
- 14 de març, Strehlen, Alemanya: Paul Ehrlich, bacteriòleg alemany, Premi Nobel de Medicina o Fisiologia de 1908 (m. 1915).[7]
- 15 de març, Hansdorf, Prússia, Imperi Alemany: Emil Adolf von Behring, Premi Nobel de Medicina o Fisiologia 1901 (m. 1917)[8]
- 23 de març, Gieβen, Gran ducat de Hessen i del Rin: Alfred Milner, administrador colonial britànic (m. 1925)[9]
- 27 de març, Anvers, Bèlgica: Georges Eekhoud, escriptor
- 22 d'abril, Brussel·les, Bèlgica: Henri La Fontaine, advocat belga, Premi Nobel de la Pau de l'any 1913 (m. 1943).[10]
- 28 d'abril, Portsea: Hertha Marks Ayrton, matemàtica, física, enginyera i inventora anglesa (m. 1923).[11]
- 29 d'abril, Nancy, França: Henri Poincaré, matemàtic francès (m. 1912)[12]
- 4 de maig, Madrid: María Tubau, actriu espanyola (m.1914).[13]
- 3 de juliol, Hukvaldy, Moràvia, República Txeca: Leoš Janáček, compositor txec (m. 1928).[14]
- 20 de juliol, Limós, Aude: Marie Petiet, pintora francesa (m. 1893).[15]
- 31 de juliol, Ferrol, Província de la Corunya, Espanya: José Canalejas i Méndez, polític espanyol, President del Govern Espanyol, 1910-1912) (m. Madrid, 1912).
- 16 d'octubre, Dublín, Irlanda: Oscar Wilde, escriptor irlandès (m. 1900).[16]
- 20 d'octubre, Charleville-Mézières, França: Arthur Rimbaud, poeta francès (m. 1891).[17]

- 23 d'octubre, Everton, Liverpool: Annie Lorrain Smith, liquenòloga i micòloga britànica (m. 1937).[18]
- 30 d'octubre, Lemberg: Eugene Gruenberg, violinista i compositor alemany del Romanticisme.
- 5 de novembre
  - Carcassona, França: Paul Sabatier, químic francès, Premi Nobel de Química de l'any 1912 (m. 1941)[19]
  - Honfleur, França: Alphonse Allais, humorista i escriptor francès (m. 1905).[20]

## Necrològiques
Països Catalans
- 28 d'agost, Barcelona: Santa Joaquima de Vedruna, religiosa catalana, fundadora de la Congregació de les Germanes Carmelites de la Caritat o Vedrunes

Resta del món
- 17 de juny, Ciutat de Mèxic: Henriette Sontag, soprano alemanya (n. 1806).[21]
- 27 de juny, Berlín: Amalie Beer, salonnière jueva alemanya (n. 1767).[22]
- 6 de juliol: Georg Simon Ohm, físic alemany (n. 1789).

- 9 de desembre: Almeida Garret, autor portugués (n. 1799).
- 15 de desembre: Rei Kamehameha III de Hawaii (m. 1814)?

- Jiddah, Aràbia Saudita: Abdullah bin Abdul Kadir Munshi, escriptor malaisi